# Javni zavod Mladi zmaji
Javni zavod Mladi zmaji je javni zavod, ki ga je leta 2009 ustanovila Mestna občina Ljubljana. Predstavlja mrežo prostorov, namenjenih prostočasnim aktivnostim mladih iz ljubljanske občine. V njem so zaposleni strokovni delavci.
Med njegovimi akcijami je zbiranje oblačil za socialno ogrožene.

## Financiranje
Na začetku delovanja, v letih 2009 in 2010, je zavod prejel blizu milijon evrov.

## Kritike
Ob ustanovitvi in visokih stroških zanjo se je Delo spraševal, zakaj se ustanavlja nov zavod ob že obstoječih, ki se ukvarjajo s podobno dejavnostjo, leta 2013 pa je novoustanovljeno Malo ulico, takratni družinski center Mladih zmajev, označil za zaposlovalca zvestih Jankovićevih kadrov. Dnevnik je leta 2017 napisal, da se zavod Mladi zmaji zanima za Hostel Celica, čeprav se naj ne bi ukvarjal s hotelirstvom in umetnostjo. Utrip-ljubljane.si iz kroga medijev SDS je zmotilo, da je Zoran Janković mestnim zavodom podelil certifikate LGBT prijazno, med njimi Mladim zmajem.